# シンボルグラウンディング問題
シンボルグラウンディング問題（英語: Symbol grounding problem）または記号接地問題とは、記号システム内のシンボルがどのようにして実世界の意味と結びつけられるかという問題。スティーバン・ハーナッドによって命名された。